# ＃とらメロ 荻野可鈴のお金が全て?
『＃とらメロ 荻野可鈴のお金が全て?』（ハッシュタグとらメロ おきのかりんのおかねがすべて）は、2017年1月24日からラジオNIKKEI第1で放送されているラジオ番組である。パーソナリティは夢みるアドレセンスのリーダーである荻野可鈴。
毎週月曜日から金曜日までの夜7時からのゾーン「シェアしようぜ！」内の一番組。radikoの「タイムフリー」での若い人の聴取を主なターゲットにしている。

## 概要
6人組のアイドル夢みるアドレセンスのリーダー、荻野可鈴の冠番組。2018年12月18日放送分にて放送回数100回を迎えた。
2019年10月29日（第144回）をもって番組のレギュラー放送が終了した。以後不定期で特番が放送される予定である。
”プチ復活”と称し、2019年12月の1ヵ月間、レギュラー時と同枠で放送が復活した。
「私をお金持ちにすべくリスナーの皆さんがアドバイスを送るという、史上初のパーソナリティをお金持ちにする為の番組」、「全国すべてのラジオ番組の中で（かつては"ラジオNIKKEIさんの全ての番組の中で"）、唯一タメにならない番組」がキャッチコピー。
番組名は「虎ノ門にある（スタジオ）ラジオ局から発信するラジオでメロメロにさせちゃうぞ」の略称。読み方は「#とらメロ(ハッシュタグとらメロ)」。

## コーナー紹介

### 主なコーナー

#### アイドルは、2・3万のイヤホンをもらいがち！
あなたの周りの ぞわドル、ぞわお、ぞわ子に関する目撃談を大募集！ぞわドル撲滅委員会・会長の荻野可鈴が、責任を持ってセーフかアウトかジャッジします。
各回毎に寄せられた目撃談の中から大賞を選び、大賞に選ばれた目撃談を送ったリスナーには、荻野可鈴による「ぞわぞわする一言」を書いた色紙がプレゼントされる。
ゾワドル目撃談の投稿メールが少なくなってきたことから、第114回(2019年3月26日)放送分より、五十音にちなんだゾワドルネタを募集し、「ゾワカルタ」作成を目指す趣旨の新企画がスタート、2019年9月17日放送回にて完成した。
AIスピーカー荻野
難しい社会問題から、アイドル業界の闇な部分まで、あらゆる知識がインプットされたAIオギーノがどんな質問にもつるっと答えてしまうコーナー。リスナーのKコバヤシから権利を奪い取った企画。
OGINO in the USA！！！
おぎおとおぎ子からテーマに沿った英語を募集し、荻野可鈴にどんな意味か答えてもらうコーナー。リスナーのKコバヤシから権利を無料で奪い取った二つ目のコーナー。
ドリーム荻野
リスナーの夢をパーソナリティである荻野可鈴が勝手に一方的に叶えるコーナー。

### 終了したコーナー

#### ライフカウンセラー荻野
荻野可鈴があなたの悩みを親身になって解決したり、しなかったりします。
各回毎に放送で読まれた投稿の中から大賞を選び、"最もリアルで良いカウンセリングを引き出した依頼人(リスナー)"には、荻野可鈴による「心の棘を抜く一言」を書いた色紙がプレゼントされる。

#### あなたの街にビッグマネー！荻野コンサルティング！
リスナーから「自分の地元や、ゆかりの土地にビッグマネーを！」と依頼していただければ、お金儲けの知恵が頭にみっちり詰まっている荻野可鈴が、ビッグマネーを産むアイデアを提案していくというコーナー。

#### 経済アナリスト荻野
知性派アイドル・荻野可鈴が出されたお題（経済ワードや経済界にまつわる人物）を事細かくリスナーに説明するコーナー。
お題に対してズバリ当てると「1kg(時価450万円相当)の金の延べ棒プレゼント」という体で放送されていた。

#### ジ・オープニングトーク（THA opening torhk）
ラジオのオープニングトークが好き過ぎる荻野可鈴の為に作られた、オープニングでも無いのにオープニングトークをするコーナー。
最高のオープニングトーク中のオープニングトークを探しつつ業界関係者に発見してもらうというガチめな裏コンセプトがあるコーナーでもあった。
コーナー名「ジ・オープニングトーク」のスペルミスは荻野可鈴によるもので、第11回（2017年4月4日）放送分よりコーナータイトルそのものも独特な読み方でコールされるように変化していった。

#### 荻野可鈴ビッグマニープロジェクト
荻野可鈴を仕事が沢山入りそうなジャンルのスペシャリストに育て、〇〇アイドルとしてそのジャンルの仕事を独り占めにし、結果、大金持ちにするというビッグプロジェクトコーナー。コーナーの初回放送 で「鉄道」、「野球」、「ガンダム」の3ジャンルの中からくじ引きでガンダムを引き、「ガンダムアイドル」に決定した。

### 単発コーナー

#### 咀嚼いーん
第114回(2019年3月26日)にて放送。
「荻野可鈴がトークを封印し、発する言葉は最後に『ごちそうさま』と言うだけ。」「午後7時のディナータイムであるこの時間に、私が美味しそうな音を立てながら食べる…いや咀しゃります(＝咀嚼します)。料理を作る音や食べる音であなたの脳をビンビン刺激。まるで私があなたの隣で食事をしている感覚にトリップできるでしょう。」がコンセプトの荻野可鈴による咀嚼音を楽しむコーナー。
初回放送では夢アドの全国ツアーにちなんで、各地の名産品を祖しゃる(＝咀嚼する)をテーマに、福岡名物とんこつラーメン＋ビール、熊本名物からし蓮根＋ビールを咀嚼する様子が放送された。

## ゲスト出演者一覧
- 第4回(2017年2月21日)：落合福嗣
- 第14回(2017年4月25日)：有川八七
- 第16回(2017年5月9日)：明坂聡美
- 第22回(2017年6月20日)：芹澤優（i☆Ris）
- 第25回(2017年7月11日)：志田友美、小林れい（夢みるアドレセンス）
- 第35回(2017年9月19日)：小林れい、京佳（夢みるアドレセンス）
- 第36回(2017年9月26日)：小林れい、京佳（夢みるアドレセンス）
- 第38回(2017年10月10日)：京佳（夢みるアドレセンス）、西明日香、荻野可鈴の母親　※電話ゲスト出演
- 第55回(2018年2月6日)：真山りか（私立恵比寿中学）[4]
- 第59回(2018年3月6日)：計良日向子、星乃まひろ（アキシブproject）
- 第60回(2018年3月13日)：小林れい（夢みるアドレセンス）　※電話ゲスト出演
- 第61回(2018年3月20日)：水無瀬ゆき（夢みるアドレセンス）　※電話ゲスト出演
- 第63回(2018年4月3日)：京佳（夢みるアドレセンス）　※電話ゲスト出演
- 第68回(2018年5月8日)：山木コハル、田中珠里（X21）
- 第69回(2018年5月15日)：山下彩耶（夢みるアドレセンス）
- 第70回(2018年5月22日)：山下彩耶（夢みるアドレセンス）
- 第75回(2018年6月26日)：小林れい（夢みるアドレセンス）　※荻野の喉療養の為、代打パーソナリティ
- 第77回(2018年7月10日)：水無瀬ゆき、山口はのん（夢みるアドレセンス）
- 第79回(2018年7月24日)：山口はのん、山下彩耶（夢みるアドレセンス）
- 第83回(2018年8月21日)：橋元恵一（@JAM総合プロデューサー）[5][6]
- 第86回(2018年9月11日)：高見奈央（ベイビーレイズJAPAN）
- 第87回(2018年9月18日)：高見奈央、大矢梨華子、渡邊璃生（ベイビーレイズJAPAN）
- 第90回(2018年10月9日)：山下彩耶（夢みるアドレセンス）、虹香（イケてるハーツ）、當山みれい、荻野可鈴の母親（電話ゲスト出演）
- 第91回(2018年10月16日)：山下彩耶（夢みるアドレセンス）
- 第96回(2018年11月20日)：小林れい（夢みるアドレセンス）
- 第97回(2018年11月27日)：山下彩耶（夢みるアドレセンス）
- 第100回(2018年12月18日)：明坂聡美、橋元恵一、志田友美、山口はのん、京佳、小林れい、水無瀬ゆき、山下彩耶、西明日香、山根千佳[7]　（※メッセージでのゲスト出演、西明日香のみ生電話）
- 第103回(2019年1月8日)：山下彩耶（夢みるアドレセンス）
- 第106回(2019年1月29日)：山根千佳
- 第107回(2019年2月5日)：山根千佳
- 第111回(2019年3月5日)：水無瀬ゆき、山口はのん(夢みるアドレセンス)
- 第112回(2019年3月12日)：山下彩耶(夢みるアドレセンス)
- 第113回(2019年3月19日)：山下彩耶(夢みるアドレセンス)
- 第117回(2019年4月16日)：笹倉琉美菜(メガメガミ)(電話ゲスト出演)
- 第118回(2019年4月23日)：夢みるアドレセンス(メインゲスト：水無瀬ゆき、山口はのん、山下彩耶　ガヤ担当：志田友美、小林れい)
- 第119回(2019年4月30日)：夢みるアドレセンス(メインゲスト：志田友美、小林れい　ガヤ担当：水無瀬ゆき、山口はのん、山下彩耶)
- 第131回(2019年7月23日)：高見奈央（元ベイビーレイズJAPAN）
- 第142回(2019年10月15日)と第143回(2019年10月22日)：吉田尚記(ニッポン放送のアナウンサー)[8][9]

【特番放送枠】
- SP第一弾(2019年11月11日)：志田友美、水無瀬ゆき、山口はのん、吉田尚記、井村俊哉(投資家YouTuber)

## 公開収録
2018年3月17日(土)、夢みるアドレセンスの11thシングル「桜」リリースイベント特別企画として、
#とらメロ出張公開SPと題した公開収録が、タワーレコード渋谷屋上スカイガーデンにて行われた。
当日は「アイドルは、2・３3のイヤホンをもらいがち！」のコーナー、「桜」のライブの模様が収録され、第62回（2018年3月27日）にて放送された。

## 用語解説
- ぞわドル・ゾワドル
  - "目撃すると背中の奥がぞわっとなる、あざとい行動をしてしまうアイドル"の略称であり、荻野可鈴による造語。アイドルの他、男性＝ぞわお、女性＝ぞわ子の呼称も存在する。

- 時空の歪み
  - 本番組の"収録"を指す用語。実際の収録時期とオンエアまでの期間が数週間程度空いてしまう事から、収録時のトーク内容等を含め、収録からオンエアまでの時差を表した用語[11]。

## テーマ曲

### オープニング
- 恋のエフェクトMAGIC（夢みるアドレセンス、2017年1月 第1回 - 2017年4月 第12回）
- おしえてシュレディンガー(instrumental)（夢みるアドレセンス、2017年4月 第13回 - 2018年4月 第64回）※第38回、第49回放送分除く
- 桜(instrumental)（夢みるアドレセンス、2018年4月 第65回 - 2018年7月 第76回）
- メロンソーダ（夢みるアドレセンス、第77回 - 第79回 2018年7月3週分のみ）
- メロンソーダ(instrumental)（夢みるアドレセンス、2018年7月 第80回 - ）第90回、第92回放送分除く
- Samba de Janeiro（Bellini、2017年10月 第38回、2017年12月 第49回）

- Happy Birthday（Q;indivi starring Rin Oikawa、2018年10月 第90回）

【復活放送枠】
『＃とらメロ 荻野可鈴のお金が全て？アゲイン』（2019年12月）
- FRUITS CLiPPER（CAPSULE)

### エンディング
- 舞いジェネ！（夢みるアドレセンス、2017年1月 第1回 - ）

【復活放送枠】
『＃とらメロ 荻野可鈴のお金が全て？アゲイン』（2019年12月）
- Starry Sky（CAPSULE)